# Herbert Haum
Herbert Haum (* 30. November 1925 in Birkhausen; † 25. Dezember 2010 in Frankfurt am Main) war ein deutscher Tourismusmanager. Er gilt als ein Urgestein des deutschen Tourismus und Begründer der Gesundheits- und Wellnessreisen.

## Leben
Herbert Haum, Sohn eines Glasbläsers aus Birklingen, studierte Betriebswirtschaftslehre in München und startete nach seinem Abschluss bei Unilever in Hamburg. 1964 wurde er Geschäftsführer von Neckermann Reisen, heute Thomas Cook, die unter seiner Leitung zum Pionier billiger Ferienflüge wurde. 1968 wurde er abgelöst von Peter Neckermann, dem 1935 in Würzburg geborenen Sohn des Firmengründers Josef Neckermann. 1970 war Haum maßgeblich an der Gründung des Reiseveranstalter ITS Reisen für die Kaufhof AG beteiligt und gründete 1975 schließlich seinen eigenen Reiseveranstalter, die FIT Reisen Gesellschaft für gesundes Reisen mbH, womit er den Grundstein für Gesundheits- und Wellnessreisen legte. Herbert Haum musste sich wegen schwerer Krankheit 2005 aus der Geschäftsführung zurückziehen und verstarb Ende 2010 in Frankfurt am Main.
Das Unternehmen blieb bis 2009 in Familienbesitz.